# ژان ریشار
جین ریچارد (فرانسوی: Jean Richard‎؛ ‏ ۱۸ آوریل ۱۹۲۱ – ۱۲ دسامبر ۲۰۰۱) یک بازیگر اهل فرانسه بود.
از فیلم‌های او می‌توان به کاستا دیوا و قدیمی‌ترین حرفه اشاره کرد.